# Catocala artobolevskiji
Catocala artobolevskiji là một loài bướm đêm trong họ Erebidae.